# 克里斯·马克
克里斯·马克（法語：[maʁkɛʁ]；1921年7月29日—2012年7月29日）是一位法国作家、摄影师、纪录片导演、多媒体艺术家和电影散文家。他最著名的电影有1962年的《堤》、1977年的《紅在革命蔓延時》，以及1983年的《日月無光》。马克通常与发生在20世纪50年代末和60年代的左岸導演联系在一起，包括亞倫·雷奈、安妮·華達和雅克·德米等其他电影人。
克里斯·馬克與亞倫·雷奈除了時不時會合作外，兩人彼此也是朋友，後者稱馬克為「21世纪人的原型。」电影理论家罗伊·阿姆斯（Roy Armes）則是如此评价馬克：「马克是独一无二的，沒辦法將他歸類到任一種類下......法国电影圈中不乏劇作家、诗人、技藝精湛者和自传作家，但真正的散文家只有一個——克里斯·马克」。

## 脚注
1. 1 2  Wakeman, John. World Film Directors, Volume 2. The H. W. Wilson Company. 1988. 649–654.